# Mauree Turner
Pour les articles homonymes, voir Turner.
Mauree Turner, née le 5 janvier 1993 à Ardmore (États-Unis), est une personnalité politique américaine.
Membre du Parti démocrate, Mauree Turner siège à la chambre des représentants de l'Oklahoma (en) de 2021 à 2024, devenant ainsi le premier législateur[style à revoir] d'État américain publiquement non binaire et le premier membre musulman de la législature de l'Oklahoma,,.
Mauree Turner est une personne queer et non binaire qui utilise les pronoms they/them en anglais.